# Le Ménagier de Paris
Парижский домохозяин (также известен в русской литературе под названием «Парижский Домострой»; фр. Le Ménagier de Paris; часто сокращенно фр. Le Ménagier; англ. The Parisian Household Book, англ. Good Wife's Advice) — французское средневековое руководство 1393 года по надлежащему поведению женщины в браке и ведению домашнего хозяйства. Содержит советы по сексу, рецепты и советы по садоводству. Книга написана от лица вымышленного пожилого мужа, обращающегося к своей молодой жене, текст содержит редкие сведения о представлениях позднего средневековья о поле, домашнем хозяйстве и браке. Руководство важно за его язык и комбинацию прозы и поэзии, центральная тема книги — женское послушание.

## История публикации
«Парижский домохозяин» был впервые отредактирован и опубликован в печатной форме как «traité de morale et d'économie Domestique» бароном Жеромом Пишоном в 1846 году. Полный перевод книги на английский язык появился только в 2009 году, она была переведена и отредактирована Джиной Греко (англ. Gina L. Greco) и Кристиной Роуз (англ. Christine M. Rose) и опубликована издательством Корнелльского университета; до этой публикации наиболее полным переводом на английском языке была книга Эйлин Пауэр " The Goodman of Paris " 1928 года. Тот факт, что «перевод вышел из печати и разрешение на его фотокопию <…> не удалось получить», вдохновил на публикацию 2009 года. Поскольку в более ранних переводах и изданиях основное внимание уделялось рецептам, книгу часто неправильно называют средневековой кулинарной книгой или «книгой советов и домоводства», и изучают для получения сведений по истории средневековой кухни.
Полного перевода на русский язык на данный момент нет, фрагменты переведённого текста содержатся в статье «„Парижский Домострой“ („Le Ménagier de Paris“) (XIV в.) и русский „Домострой“ (XVI в.): общее и особенное в исповедальной практике как форме повседневной жизни» Маргариты Кузьминой, опубликованной в электронном научно-образовательном журнале «История» в 2020 году.

## Формат
Книга содержит три основных раздела: как обрести любовь к Богу и мужу; как «повысить благосостояние домохозяйства»; и как развлекать, общаться и заводить разговор. Как и многие средневековые тексты, доводы в значительной степени опираются на примеры и авторитетные тексты, чтобы доказать свою точку зрения; включены подборки и ссылки на такие рассказы и персонажи, как Гризельда и рассказ о Мелиби (известный на английском языке из «Пролога и рассказа» Чосера и «Сказки о Мелиби»), Лукреция, и Сусанна.
В книге, в частности, присутствует косвенное упоминание о городских беспорядках.
Издание Cornell University Press поделило текст на 21 раздел, начиная с «Руководства доброй жены: английский текст „Le Ménagier de Paris“» (англ. The Good Wife's Guide: The English Text of Le Ménagier de Paris), «Пролог» и «Вводная записка к статьям 1.1-1.3», затем следуют остальные статьи, переведенные с первоисточника.

## Кулинарные советы
Второй раздел книги, статья пятая, содержит поваренную книгу. Как и большинство оригинальных ресурсов по средневековой кухне (то есть книги и рукописи, написанные в средневековом периоде), её многочисленные рецепты включают информацию об ингредиентах и методах приготовления, но в них мало информации для количественной оценки; большинство ингредиентов приведены без указания количества, а большинство методов приготовления перечислены без указания уровня огня и времени приготовления.
Поскольку это привычный недостаток для источников этого типа, современные ученые часто экстраполируют или проводят эксперименты методом проб и ошибок, чтобы создать редакцию рецепта. При работе с кулинарными книгами «редакция» — это, как правило, рецепт с использованием методов и ингредиентов оригинала, который, по мнению современного автора/ученого, даст точное (и, как мы надеемся, съедобное) воспроизведение продукта, как если бы его приготовил средневековый повар.

### Рецепты
«Парижский домохозяин» включает в себя множество различных типов рецептов: супы, блюда из мяса, яйца, рыба, соусы, напитки, выпечка, пироги и так далее.

### Лекарства
Как обычно для поваренных книг от авторов раннего исторического периода, многие рецепты служат для приготовления лекарств от распространенных недугов. Это происходит из-за пересечения в средневековых работах между травничеством, медициной и кулинарией; иногда кажется, что между ними нет никакой разницы, поскольку книги для кулинарии включают информацию о траволечении и медицине, и наоборот, до такой степени, что иногда трудно определить, что из вышеперечисленного было основной целью книги.

## Другие домашние руководства
В своем введении Джина Греко и Кристина Роуз упоминают, что «Парижский домохозяин» является «единственной сохранившейся средневековой книгой с таким объединением учебных материалов», в то время как «другие средневековые тексты домашних книг, пособий по ведению хозяйства или охотничьих трактатов. чем-то напоминает эту книгу … ни один из них не дает такой всеобъемлющей программы обучения». Однако это не совсем верно, поскольку русский Домострой (хотя он, как полагают, был создан в XVI веке, источник можно проследить до XV века), также затрагивает темы семьи, брака, подневольного содержания и приготовления пищи в манере, схожей с «Парижским домохозяином».

### Другие важные средневековые книги о европейской гастрономии
- Llibre de Sent Soví
- Llibre del Coch
- Com tayllaràs devant un senyor[кат.]
- The Forme of Cury
- Du fait de cuisine[англ.]
- Домострой